# Bildstock (Winkels, Vor Holzweg 3)

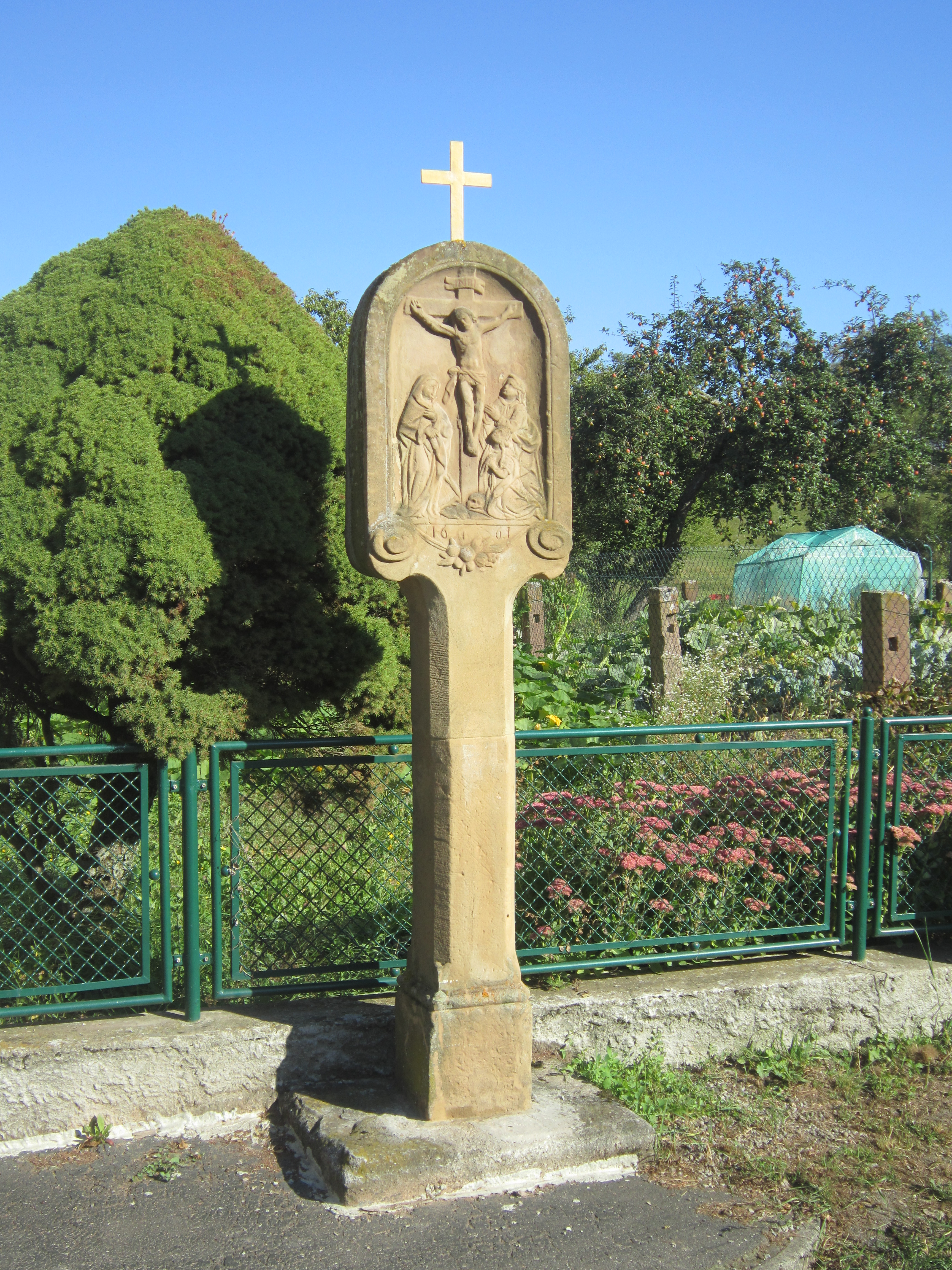
Bildstock, Winkels, Vor Holzweg 3

Der Bildstock mit der Adresse Vor Holzweg 3 ist ein Flurdenkmal in Winkels, Bad Kissingen, der Großen Kreisstadt des unterfränkischen Landkreises Bad Kissingen. Er gehört zu den Bad Kissinger Baudenkmälern und ist unter der Nummer D-6-72-114-247  in der Bayerischen Denkmalliste registriert.

## Geschichte
Der Bildstock besteht aus Sandstein und entstand laut Inschrift unter dem Kreuzigungsrelief im Jahr 1661.
Die 90 cm hohe Aufsatztafel steht auf einem 135 cm hohen Vierkantschaft, dessen Ecken abgefast sind, und schließt rundbogig ab. Die Schauseiten zeigen Reliefs der Kreuzigung, flankiert von Maria, Johannes und Maria Magdalena und auf der Rückseite die Vespergruppe – die Muttergottes mit ihrem toten Sohn auf dem Schoß – dar.
Die beiden Seitentafeln beherbergen folgenden, teils verwitterten Text:

„GOT/ZU LOB/VND ZV/EREN HAT/MICHL..W

..LA DIES/EN STEIN MACHEN L/ASEN

NICHT/DAS DIES/ER STEIN/GOT SEI

SONTER/GOD GED/ENCK DAR//PEI/BE“

Laut Heimatforscher Josef Wabra handelte es sich bei dem Bildstock um eine „Trauerzugmarter, ehemals an der Ortsgrenze Winkels/Kissingen, wo der Kissinger Pfarrer den Trauerzug übernahm“.